# Aníbal Sampayo
Aníbal Domingo Sampallo Arrastúe (Paysandú, 6 août 1926 - Paysandú, 10 mai 2007) est un poète, chanteur, guitariste, harpiste et compositeur uruguayen.

## Biographie
Il a participé en 1960 à la première édition du Festival de Cosquín, avec Jaime Dávalos et d'autres artistes. Ses chansons ont été enregistrées par Mercedes Sosa, Jorge Cafrune, Liliana Herrero, Quilapayún, et beaucoup d'autres.
Río de los pájaros, une de ses chansons les plus connues, reçoit en 1964 un prix au Festival de Cosquín. En mai 1972 il est arrêté à Paysandú parce qu'il appartient au Movimiento de Liberación Nacional - Tupamaros. Il est enfermé en prison jusqu'en 1980 et s'exile en Suède après sa libération. Il réalise plusieurs tournées en Europe et étudie l'origine des genres musicaux d'Uruguay et des rives du Río Uruguay. À partir de 1985 il partage son temps entre la Suède et l'Uruguay.
En 1992 il enregistre le CD Homenaje, anthologie de son répertoire, à laquelle participent les artistes Tarragó Ros, Miguel Martínez, Leopoldo Martí, Esteban Gil, Franciscoco Monzalvo, Luis Viana. et Pepe Guerra, Larbanois - Carrero, Washington Carrasco - Cristina Fenández, Mauricio Ubal, Rubén Olivera, Hugo Fattoruso, Jorge Burgos, Luis Ferreira, Chichi Vidiella, Vinicio Ascone et Graciela Castro.
Il remporte le prix Charrúa de Oro au Festival National du Folklore à Durazno, en 1993.
En mai 1996, il publie à Paysandú le livre Nuestras Raíces. Toponimia, flora y fauna guaraní en el Uruguay avec des dessins de Héctor Rodríguez. En septembre 2001, il publie son dernier livre Desde Paysandú, canto y poesía.
Ses 80 ans, le 6 août 2006, sont célébrés avec une grande fête populaire dans la ville de Paysandú. En 2009, la Junta Departamental de Paysandú déclare le 6 août (date de naissance du poète) « Jour de la canción litoraleña » en hommage à Anibal Sampayo.

## Discographie
- Picaflor azul / Noches de amor (simple)
- Arpa Guaraní (1967)
- Río de los pájaros. Su arpa, su voz, su guitarra (1967)
- José Artigas (1970)
- Canciones y 30 medidas del Frente Amplio (1971)
- Río de los pájaros (1972)
- Los generales del pueblo (simple)
- Canto sin rejas (1981)
- José Artigas (1982)
- Canto a la liberación (1982)
- Por Raúl Sendic (EP, 1982)
- Aníbal Sampayo (Hugo Dermit. 1982)
- Patria (Sondor 84399. 1985)
- De antiguo vuelo (1999)
- Aníbal Sampayo
- Hacia la aurora
- Con todo el litoral
- Coplas para el camino
- Sin fronteras
- Más allá del tiempo
- Antología (1985)
- Hacia la aurora (2008)
- Lo mejor de Aníbal Sampayo (2009)